# Emilia (botanica)
 Emilia   Cass., 1817 è un genere di piante angiosperme dicotiledoni della famiglia delle Asteraceae (sottofamiglia Asteroideae).

## Etimologia
L'etimologia del nome del genere deriva presumibilmente da qualcuno di nome Emile o Emilie (l'autore non ha menzionato nessuno).
Il nome scientifico del genere è stato definito dal botanico Alexandre Henri Gabriel de Cassini (1781-1832) nella pubblicazione " Bulletin des Sciences, par la Société Philomatique" ( Bull. Sci. Soc. Philom. Paris 1817: 68 ) del 1817.

## Descrizione

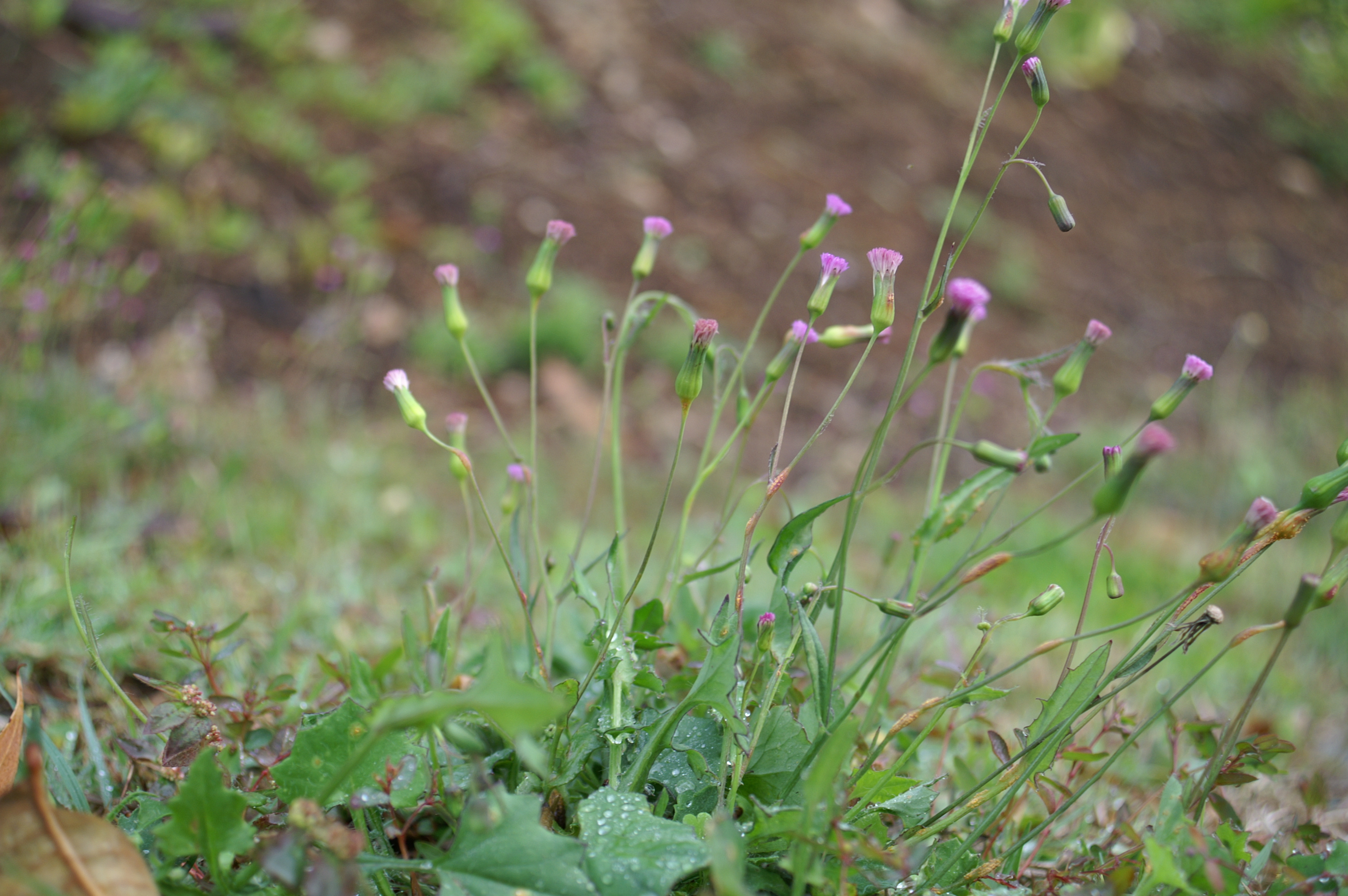
Il portamento
Emilia sonchifolia

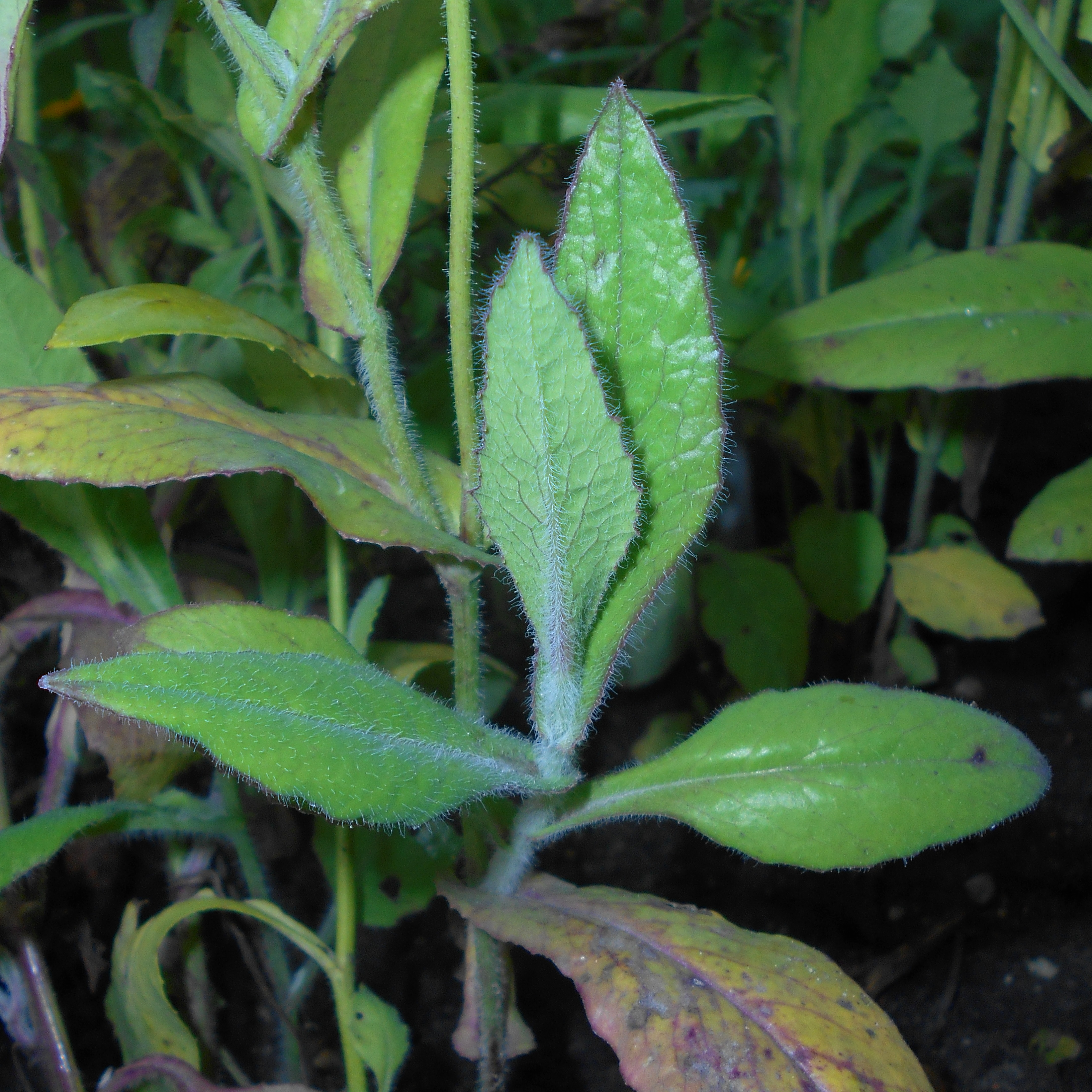
Le foglie
Emilia fosbergii

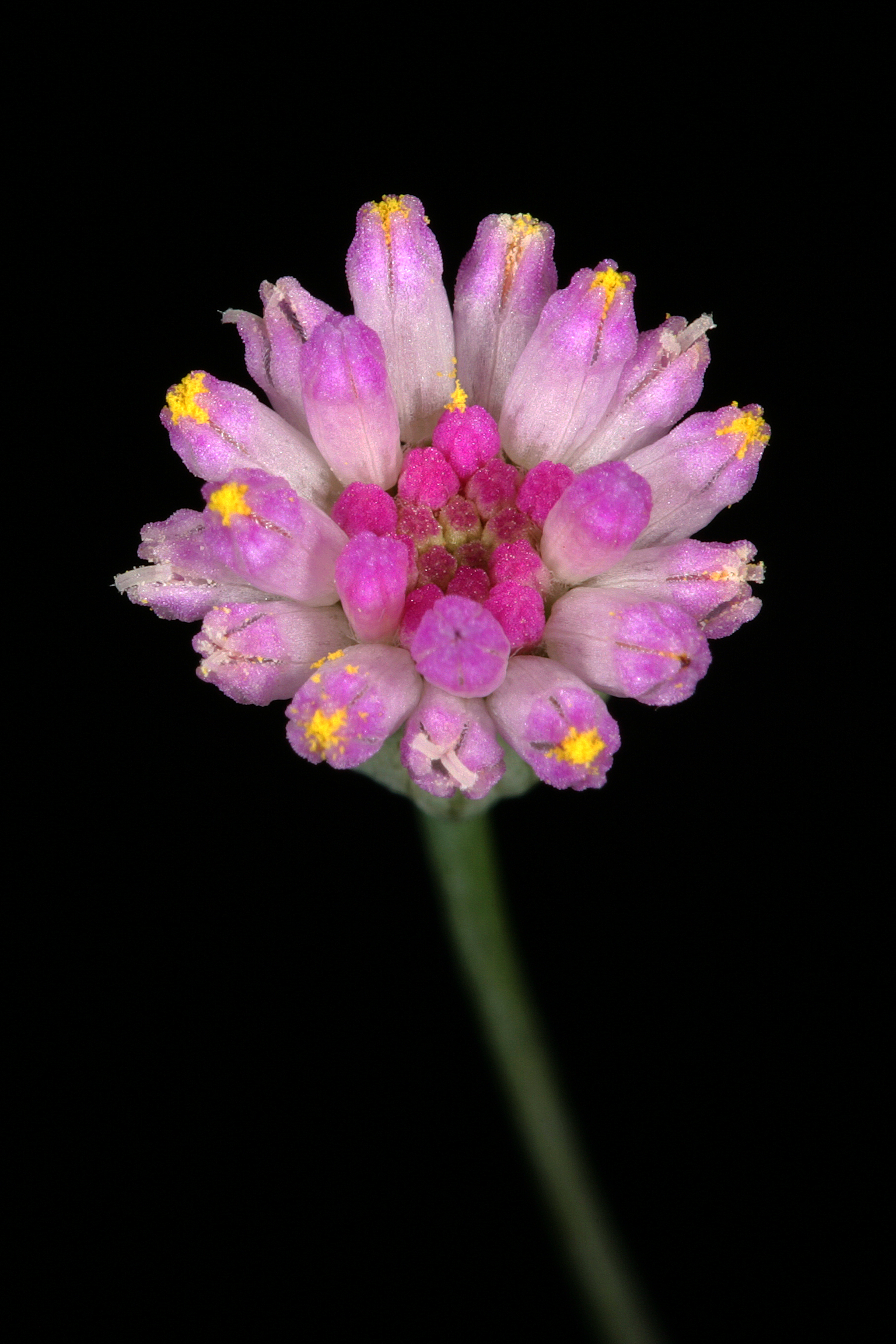
Infiorescenza
Emilia transvaalensis

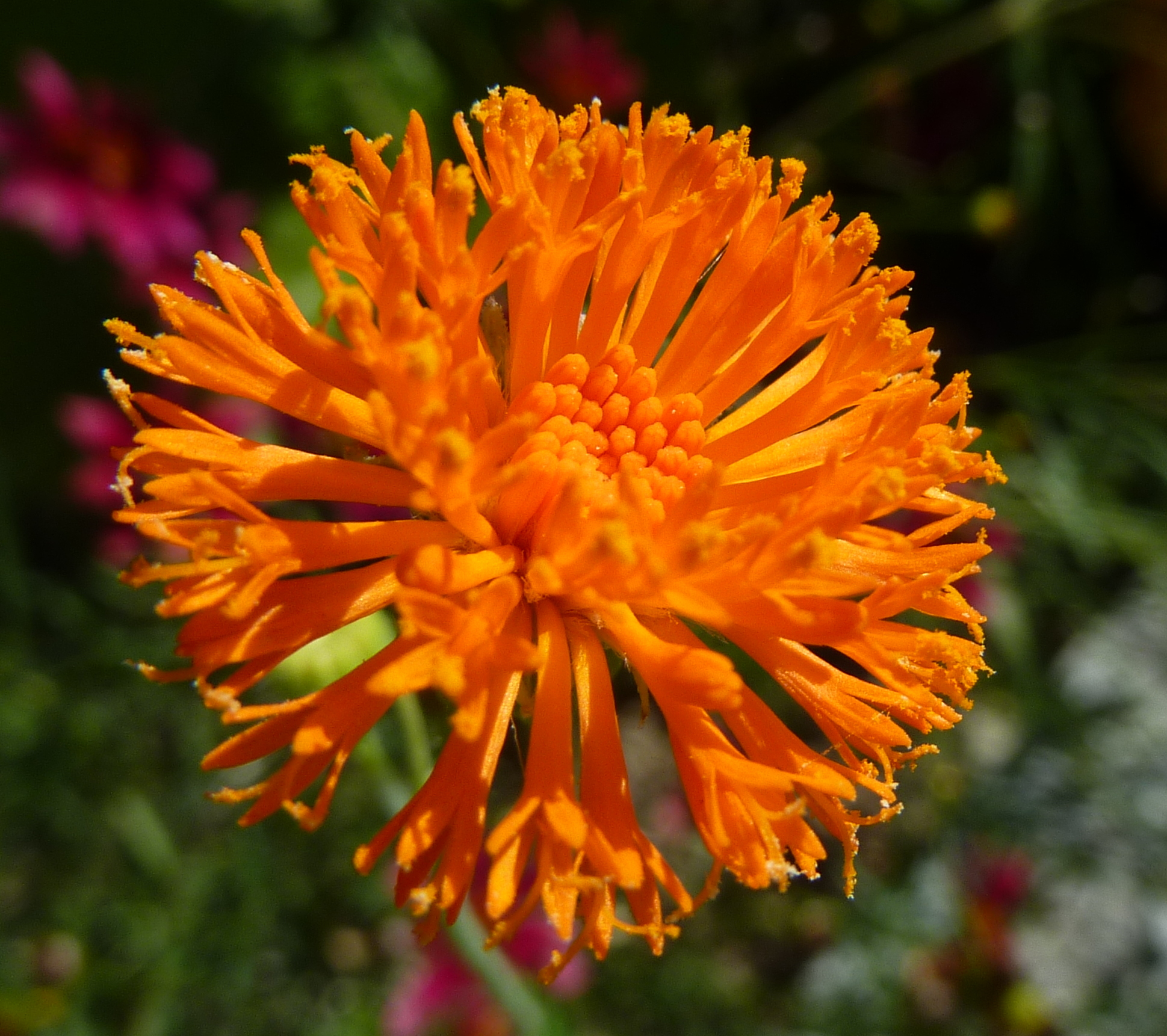
I fiori
Emilia fosbergii

Habitus. Le specie di questo genere hanno un habitus di tipo erbaceo (annuale o perenne). Le superfici delle piante sono per lo più glabre (alcune sono gauche). Alcune specie sono monocarpiche (pianta annua o bienne che fruttifica una sola volta). L'altezza varia da 20 a 100 cm.
Radici. Le radici sono fibrose.
Fusto. La parte aerea è eretta; semplice o ramosa.
Foglie. Le foglie cauline, disposte in modo alternato, sono sessili o picciolate, talvolta amplessicauli e auricolate. La forma della lamina è intera di tipo oblanceolato, ovato, obovato oppure lobato (anche pennate). I margini sono dentati o seghettati. La superficie può essere aracnosa.
Infiorescenza. Le sinflorescenze sono composte da più capolini (ma anche pochi) organizzati in formazioni corimbose. Le infiorescenze vere e proprie sono formate da un capolino terminale peduncolato di tipo radiato o discoide. Alla base dell'involucro (la struttura principale del capolino) non è presente un calice formato da brattee fogliacee. I capolini sono formati da un involucro, con forme da cilindriche a campanulate o urceolate, composto da diverse brattee, al cui interno un ricettacolo fa da base ai fiori di due tipi: quelli esterni del raggio e quelli più interni del disco. Le brattee, da 8 a 13, sono disposte in modo embricato di solito su una sola serie (ma anche due) e possono essere connate alla base. Il ricettacolo è nudo (senza pagliette a protezione della base dei fiori); la forma è da piatta a convessa. Diametro involucro: 2 – 8 mm.
Fiori.  I fiori (fiori del raggio: 0; fiori del disco: 20 - 50) sono tetra-ciclici (formati cioè da 4 verticilli: calice – corolla – androceo – gineceo) e pentameri (calice e corolla formati da 5 elementi). Sono inoltre ermafroditi, tubulosi, actinomorfi e tutti bisessuali.
- Formula fiorale:

*/x K {\displaystyle \infty }, [C (5), A (5)], G 2 (infero), achenio
- Calice: i sepali del calice sono ridotti ad una coroncina di squame.
- Corolla: nella parte inferiore i petali della corolla sono saldati insieme e formano un tubo. In particolare le corolle dei fiori del disco centrale (tubulosi) terminano con delle fauci dilatate a raggiera con cinque lobi. I lobi possono avere una forma da deltoide a triangolare-ovata. Il colore delle corolle è giallo, arancio, rosso, rosa, porpora, blu o bianco.
- Androceo: gli stami sono 5 con dei filamenti liberi. La parte basale del collare dei filamenti può essere dilatata. Le antere invece sono saldate fra di loro e formano un manicotto che circonda lo stilo. Le antere sono senza coda ("ecaudate") oppure sono sagittate o anche minutamente auricolate; a volte sono presenti delle appendici apicali che possono avere varie forme (principalmente lanceolate). La struttura delle antere è di tipo tetrasporangiato, raramente sono bisporangiate. Il tessuto endoteciale è radiale o polarizzato. Il polline è tricolporato (tipo "helianthoid").[11]
- Gineceo: lo stilo è biforcato con due stigmi nella parte apicale. Gli stigmi sono troncati o ottusi; possono avere un ciuffo di peli radicali o in posizione centrale; possono inoltre essere ricoperti da minute papille. Le superfici stigmatiche sono separate o parzialmente confluenti, oppure continue.  L'ovario è infero uniloculare formato da 2 carpelli.

Frutti. I frutti sono degli acheni con pappo. La forma degli acheni è ellittico-oblunga; la superficie è percorsa da 5 coste longitudinali e può essere glabra o talvolta pubescente. Possono essere presenti delle ali o degli ispessimenti marginali. Non sempre il carpoforo è distinguibile. Il pappo è formato da numerose setole (da 80 a 100) snelle persistenti.

## Biologia
Impollinazione: l'impollinazione avviene tramite insetti (impollinazione entomogama tramite farfalle diurne e notturne).
Riproduzione: la fecondazione avviene fondamentalmente tramite l'impollinazione dei fiori (vedi sopra).
Dispersione: i semi (gli acheni) cadendo a terra sono successivamente dispersi soprattutto da insetti tipo formiche (disseminazione mirmecoria). In questo tipo di piante avviene anche un altro tipo di dispersione: zoocoria. Infatti gli uncini delle brattee dell'involucro (se presenti) si agganciano ai peli degli animali di passaggio disperdendo così anche su lunghe distanze i semi della pianta. Inoltre per merito del pappo il vento può trasportare i semi anche a distanza di alcuni chilometri (disseminazione anemocora).

## Distribuzione e habitat
Le specie di questo genere sono distribuite nei tropici di tutto il mondo (specialmente in Africa).

## Tassonomia
La famiglia di appartenenza di questa voce (Asteraceae o Compositae, nomen conservandum) probabilmente originaria del Sud America, è la più numerosa del mondo vegetale, comprende oltre 23.000 specie distribuite su 1.535 generi, oppure 22.750 specie e 1.530 generi secondo altre fonti (una delle checklist più aggiornata elenca fino a 1.679 generi). La famiglia attualmente (2021) è divisa in 16 sottofamiglie; la sottofamiglia Asteroideae è una di queste e rappresenta l'evoluzione più recente di tutta la famiglia.

### Filogenesi
Il genere di questa voce appartiene alla sottotribù Senecioninae della tribù Senecioneae (una delle 21 tribù della sottofamiglia Asteroideae). In base ai dati filogenetici la sottotribù, all'interno della tribù, occupa il "core" della tribù e insieme alla sottotribù Othonninae forma un "gruppo fratello".
I seguenti caratteri sono indicativi per la sottotribù:
- il portamento è molto vario (erbe, arbusti, liane, epifite, alberelli o alberi);
- le foglie sono sia basali che cauline disposte in modo alternato;
- sono presenti capolini sia radiati, disciformi o discoidi;
- le antere sono tetrasporangiate, raramente bisporangiate.

La struttura della sottotribù è molto complessa e articolata (è la più numerosa della tribù con oltre 1.200 specie distribuite su un centinaio di generi) e al suo interno sono raccolti molti sottogruppi caratteristici le cui analisi sono ancora da completare. In base alle ultime analisi filogenetiche molecolari il genere di questa voce fa parte di un gruppo formato dai seguenti generi: Cineraria, Emilia, Pericallis e Packera (questi due ultimi generi formano un "gruppo fratello"). All'interno di questo clade, come "gruppo fratello" al genere Cineraria si trova un "subclade sudafricano" ben supportato formato dai generi Bertilia, Bolandia, Stilpnogyne e Mesogramma. Tutti questi generi sono più o meno di origine africana (a parte Packera). Il cladogramma seguente mostra una possibile configurazione filogenetica di questo gruppo di generi (altre analisi producono in alternativa degli alberi filogenetici politomici).
|  | Cineraria            |
|  |                      |
|  | subclade sudafricano |
|  |                      |

|  | Emilia                                                 |
|  |                                                        |
|  | \| \| Pericallis \| \| \| \| \| \| Packera \| \| \| \| |
|  |                                                        |
|  | Pericallis                                             |
|  |                                                        |
|  | Packera                                                |
|  |                                                        |

|  | Pericallis |
|  |            |
|  | Packera    |
|  |            |

|  | Cineraria            |
|  |                      |
|  | subclade sudafricano |
|  |                      |

|  | Emilia                                                 |
|  |                                                        |
|  | \| \| Pericallis \| \| \| \| \| \| Packera \| \| \| \| |
|  |                                                        |
|  | Pericallis                                             |
|  |                                                        |
|  | Packera                                                |
|  |                                                        |

|  | Pericallis |
|  |            |
|  | Packera    |
|  |            |

Il genere Emilia è un genere paleotropicale ampiamente distribuito in tutto il mondo, principalmente in africa. Le 126 specie del genere sono distribuite in due grandi sezioni: sect. Emilia e sect. Spathulatae attualmente non supportate come monofiletiche. Inoltre dalle analisi del DNA risulta che i due generi Emiliella S.Moore e Bafutia C.D.Adams sono profondamente nidificati all'interno di Emilia.
I caratteri distintivi per le specie del genere  Emilia  sono:
- le foglie sono sessili (ex Bafutia);
- i capolini sono del tipo discoide, talvolta anche radiato;
- il colore dei fiori è vario;
- il pappo ha una singola scaglia oppure è assente (ex Emiliella);
- gli acheni presentano caratteri omomorfici.

Il numero cromosomico della specie è: 2n = 10, 16, 20, 22, 30 e 40.

### Sinonimi
Sono elencati alcuni sinonimi per questa entità:
- Bafutia C.D.Adams, 1962
- Emiliella  S.Moore, 1918
- Pithosillum  Cass., 1826
- Pseudactis  S.Moore, 1919